# Fuyuan, Jiamusi
Fuyuan är ett härad som lyder under Jiamusis stad på prefekturnivå i Heilongjiang-provinsen i nordöstra Kina.